# Panhard & Levassor Type X34
Der Panhard & Levassor Type X34 ist ein Pkw-Modell aus 1921. Hersteller war Panhard & Levassor in Frankreich.

## Beschreibung
Die Fahrzeuge haben einen ventillosen Schiebermotor nach einer Lizenz von Charles Yale Knight. Im Motorcode „SK4F“ steht das „K“ für Knight und die „4“ für die Anzahl der Zylinder.
Der Vierzylinder-Reihenmotor hat 105 mm Bohrung, 140 mm Hub und 4849 cm³ Hubraum. Er wurde auch 20 CV genannt. Die Leistung des Frontmotors wird über eine Kardanwelle an die Hinterachse übertragen.
Die nationale Zulassungsbehörde erteilte am 7. Juni 1921 ihre Erlaubnis. Es blieb bei einem Exemplar, das im Juni 1921 hergestellt wurde. Das Karosseriebauunternehmen Pingret & Breteau fertigte den Aufbau als Pullman-Limousine. Käufer war der Duc de Valençay.